# شاونی هیلز، شهرستان گرین، اوهایو
شاونی هیلز (به انگلیسی: Shawnee Hills) یک منطقهٔ مسکونی در ایالات متحده آمریکا است که در شهرستان گرین، اوهایو واقع شده‌است. شاونی هیلز ۷٫۶۵ کیلومتر مربع مساحت و ۲٬۱۷۱ نفر جمعیت دارد و ۳۱۹ متر بالاتر از سطح دریا واقع شده‌است.